# Sophia (philosophie)
Pour les articles homonymes, voir Sophia.

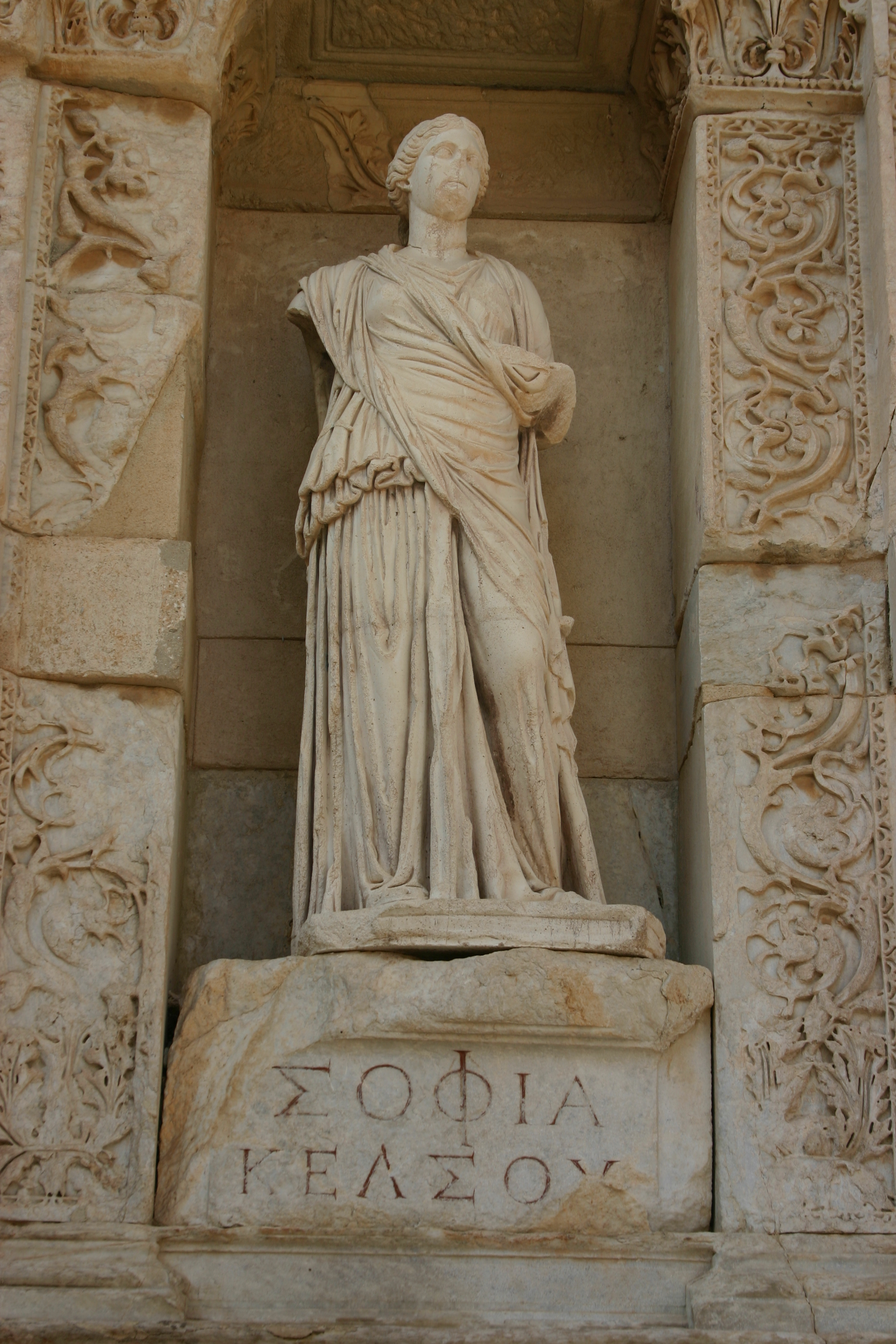
Personnification da la sagesse à la Bibliothèque Celsus d'Éphèse, en Turquie.

Sophia (en grec ancien : Σοφία) est un terme du platonisme, du gnosticisme, de l'Église orthodoxe, de la philosophie grecque de philosophie chrétienne, du mysticisme chrétien, du christianisme ésotérique, et de la religion hellénistique : il désigne la sagesse. La sophiologie est un concept philosophique sur la sagesse et un concept théologique sur la sagesse de Dieu et son aspect féminin. Chez Socrate et Platon, la sophia est une vertu essentielle du gouvernant lui permettant de voir les essences.

## Hommage
La déesse Sophia est une des 1 038 femmes représentées dans l'œuvre contemporaine The Dinner Party de Judy Chicago, aujourd'hui exposée au Brooklyn Museum. Cette œuvre se présente sous la forme d'une table triangulaire de 39 convives (13 par côté). Chaque convive étant une femme, figure historique ou mythique. Les noms des 999 autres femmes figurent sur le socle de l'œuvre. La déesse Sophia est la sixième convive de l'aile de la table, elle y figure entre la déesse aux serpents et les Amazones.